# Rasbomästaren

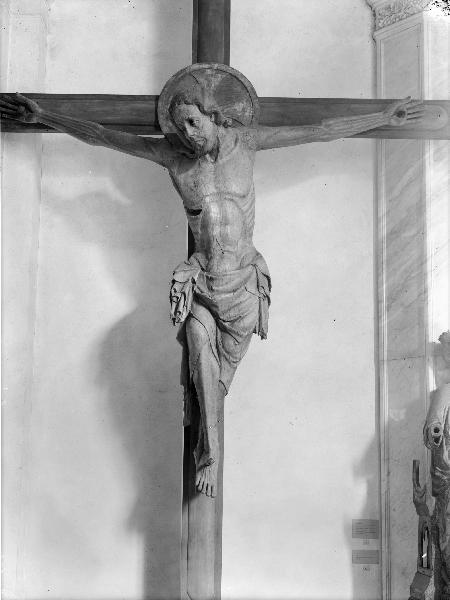
Triumfkrucifix i Rasbo kyrka utfört av Rasbomästaren

Rasbomästaren är ett anonymnamn för en skulptör, verksam i Uppsala under 1300-talets första hälft.
Man antar att Rasbomästaren ledde arbetet vid Uppsala domkyrkas byggnadshytta i början av 1300-talet. Han har fått sitt namn efter det skickligt skulpterade triumfkrucifixet som finns i Rasbo kyrka. Korset uppvisar likheter med fransk höggotisk skulpturkonst av den art som förekom vid domkyrkobygget i Uppsala. Förutom triumfkrucifixet tillskriver man honom även reliefen i täljsten som tidigare var placerad vid domkyrkans sydportal. Reliefen föreställer scener från skapelsen av jordens grönska och finns numera bevarad i Statens historiska museums samling. Dessutom antar man att han 1331 utförde två valvbrickor i ek med Kristus- och Mariahuvuden för Västeråkers kyrka. Med lite större tveksamhet tillskriver man honom en torso av S:t Erik i Tegelsmora kyrka och en madonnabild från Uppsala-Näs kyrka som numera ingår i Statens historiska museums samling. Rasbomästarens härkomst är oklar men man antar att han tillbringat några studieår i Frankrike och att han är en tysk gesäll som fick sin grundläggande utbildning vid någon av byggnadshyttorna i den franska provinsen.